# Однорангова транзакція
Однорангові транзакції (також називаються транзакціями «особа-особі», переказами «від особи до особи» або платежами P2P від англ. peer-to-peer) — це електронні грошові перекази, які здійснюються від однієї особи до іншої через посередника, який зазвичай називають платіжною P2P-програмою. Платежі P2P можна надсилати та отримувати через мобільний пристрій або будь-який комп'ютер із доступом до Інтернету, пропонуючи зручну альтернативу традиційним методам оплати.
За допомогою платіжної програми P2P обліковий запис кожної особи пов'язується з одним або кількома банківськими рахунками користувача. Коли відбувається транзакція, баланс рахунку в програмі фіксує транзакцію та надсилає або забирає гроші безпосередньо на банківський рахунок користувача або зберігає їх в обліковому записі користувача в програмі.
З моменту появи цієї концепції багато суб'єктів господарювання розробили можливості P2P-транзакцій, посилюючи конкуренцію в просторі та зручність для споживача. Поширеність мобільних пристроїв також змусила адаптувати платіжні програми P2P, щоб вони стали більш зручними для користувачів.

## Історична довідка

### Народження електронної комерції
Платежі P2P виникли на північному заході Тихого океану з компанією PayPal, яка спеціалізується на електронних грошових переказах. Платіжна система спочатку служила для допомоги як підприємствам електронної комерції, так і окремим особам, досягнувши великого масштабу після придбання PayPal онлайн-магазином eBay у 2002 році. Ця подія поклала початок стрімкому зростанню P2P-транзакцій.
Бізнес-модель eBay вимагала посередника транзакцій для полегшення платежів між клієнтами та продавцями, незалежно від того, чи є вони підприємствами, чи фізичними особами. Покупцям потрібна була ця послуга, оскільки вони не хотіли розголошувати дані кредитної картки випадковим продавцям. Продавцям потрібна була ця послуга, оскільки багато споживачів не мали засобів відкрити обліковий запис продавця кредитної картки для прийому онлайн-платежів. Однорангові платежі тепер повною мірою запрацювали на онлайн-ринку.

### Розвиток цифрових мобільних пристроїв
Технологія смартфонів вплинула на багато аспектів сучасного життя, одним із яких є можливість переказувати гроші іншим людям у будь-яку точку світу за лічені секунди. Зараз у мобільному просторі P2P-транзакцій є багато новаторів, зокрема такі лідери галузі, як PayPal, Venmo, Square, Inc., серед безлічі інших. Усі ці додатки дозволяють користувачам легко надсилати та отримувати платежі за короткий проміжок часу, майже без комісій. Поширеність смартфонів дозволяє більшості людей використовувати свої телефони як різновид гаманця, особливо під час розділення рахунків або вирішення особистих боргів. Очікується, що обсяг P2P-платежів досягне 86 мільярдів доларів до 2018 року.

## Робота/функціонал
Функціональність платіжної програми P2P відрізняється, але процеси загалом мають схожу структуру:
- Спочатку користувач завантажує програму, створює обліковий запис і пов'язує його з кредитною або карткою чи банківським рахунком.
- Потім користувач може створювати контакти та надсилати платежі, використовуючи адресу електронної пошти, номер телефону або обліковий запис іншого користувача.
- Під час транзакції гроші знімаються з рахунку користувача в програмі та переказуються на рахунок користувача-одержувача. Якщо на рахунку недостатньо грошей для завершення транзакції, гроші беруться безпосередньо з банківського рахунку користувача для завершення транзакції[6][7][8].

## Інформаційна та грошова безпека
В опитуванні, проведеному Федеральною резервною системою у 2015 році, 42% респондентів сказали, що вони не надсилають гроші через платіжні програми P2P тому, що вони стурбовані безпекою своїх платежів. Завдяки простоті використання та доступності великих сум грошей безпосередньо з банківських рахунків фізичних осіб було вжито заходів безпеки, щоб мінімізувати крадіжки. Для доступу до облікового запису користувача більшість програм потребують входу, захищеного паролем, або PIN-кодом. Інформація про банківський рахунок і кредитну картку зашифрована. Однак, якщо є вимога щодо банківської чи кредитної картки, це вже не справжній одноранговий зв'язок.
Є деякі лазівки, якими скористалися деякі злодії. Наприклад, на платформі Venmo виглядає так, ніби платіж зареєстровано та завершено одразу після натискання кнопки, але фактична транзакція не обробляється протягом кількох днів. Злодії можуть використати це, вдаючи, що надсилають платіж комусь в обмін на щось (тобто Craigslist), що Venmo реєструє як транзакцію. Насправді транзакція ще не завершена, а це означає, що платіж може повернутися та бути відхиленим банком.
Хоча типові засоби захисту від збоїв застосовуються для найгірших сценаріїв, таких як ліміт у 3000 доларів на тиждень для транзакцій Venmo, самі фінансові установи можуть повідомляти своїх клієнтів про крадіжки та шахрайство. Платіжні програми P2P, як сторонні посередники, зазвичай перекладають відповідальність на банки та фінансові установи, які фактично зберігають і обробляють транзакції та кошти користувача.